# جوایز موسیقی بیلبورد ۲۰۲۱
جوایز موسیقی بیلبورد ۲۰۲۱ در ۲۳ مه ۲۰۲۱ در تئاتر مایکروسافت در لس آنجلس، کالیفرنیا برگزار شد. این مراسم به صورت زنده از ان‌بی‌سی پخش شد و میزبان آن نیک جوناس بود. اجراکننده‌های موسیقی پیش از مراسم طی یک سری پست‌های شبکه‌های اجتماعی اعلام شدند.
نامزدهای ۱۰۰ هنرمند برتر، برترین هنرمند مرد لاتین و برترین هنرمند زن رپ در ۲۸ آوریل ۲۰۲۱ معرفی شدند. فهرست کامل نامزدها در ۲۹ آوریل ۲۰۲۱ اعلام شد. د ویکند با ۱۶ نامزدی، بیشترین نامزدی در این مراسم را دارا است. پینک جایزه آیکن بیلبورد و دریک جایزه هنرمند دهه را دریافت کرد.

## زمینه
برگزیدگان نهایی و برگزیدگان جوایز موسیقی بیلبورد ۲۰۲۱ بر اساس جدول‌ها و گزارش‌های بیلبورد از ۲۱ مارس ۲۰۲۰ تا ۳ آوریل ۲۰۲۱ خواهد بود. دو دسته رأی داده شده توسط طرفداران وجود دارد: بهترین هنرمند اجتماعی و همکاری برتر.

## اجراکننده‌ها
از ۱۰ مه ۲۰۲۱، اجرا اجراکننده‌ها به صورت روزانه و منتهی به مراسم از طریق شبکه‌های اجتماعی اعلام شدند.
| اجراکننده‌(ها)                 | ترانه(ها) |
| ----------------------------- | --- |
| دی‌جی خالد H.E.R. میگوس        | "We Going Crazy" |
| دوجا کت سزا                   | "Kiss Me More" |
| توئنی وان پایلتس              | "Shy Away" |
| آلیشا کیز                     | Songs in A Minor medley: - A Woman's Worth - How Come You Don't Call Me - Fallin'                                                                                         |
| AJR                           | "Bang!" Way Less Sad" |
| پینک (خواننده)                | "Cover Me in Sunshine" All I Know So Far" "Medley": - Get The Party Started - «که چی» - Blow Me (One Last Kiss) - Who Knew - Just Like a Pill - «فقط یک دلیل برایم بیاور» |
| Sounds of Blackness Ann Nesby | "Optimistic" |
| کارول جی                      | "Bichota" "El Makinon" |
| د ویکند                       | "Save Your Tears" |
| بی‌تی‌اس                        | «کره» |
| دورن دورن گراهام کاکسون       | «Invisible" |
| گلس انیمالز                   | "Heat Waves" |
| بد بانی                       | "Te Deseo Lo Mejor" |
| جوناس برادرز مارشملو          | Closing Medley: "Leave Before You Love Me" |

## برنده‌ها و نامزدی‌ها
نام برنده‌ها در ابتدا به صورت پررنگ فهرست شده‌است.
| برترین هنرمند | برترین هنرمند جدید | برترین هنرمند مرد |
| --- | --- | --- |
| - د ویکند - دریک - جوس ورلد - پاپ اسموک - تیلور سوئیفت | - پاپ اسموک - Gabby Barrett - دوجا کت - جک هارلو - Rod Wave | - د ویکند - دریک - پاپ اسموک - لیل بیبی - جوس ورلد |
| برترین هنرمند زن | برترین دوتایی/گروه | برترین هنرمند بیلبورد ۲۰۰ |
| - تیلور سوئیفت - بیلی آیلیش - آریانا گرانده - دوآ لیپا - مگان دی استالین | - بی‌تی‌اس - ای‌سی/دی‌سی - AJR - دن + شی - مارون ۵ | - تیلور سوئیفت - دریک - جوس ورلد - پست مالون - پاپ اسموک |
| برترین هنرمند هات ۱۰۰ | برترین هنرمند ترانه‌های استریمینگ | برترین ترانه فروخته‌شده هنرمند |
| - د ویکند - دابیبی - دریک - دوآ لیپا - پاپ اسموک | - دریک - دابیبی - لیل بیبی - پاپ اسموک - د ویکند | - بی‌تی‌اس - جاستین بیبر - مگان دی استالین - Morgan Wallen - د ویکند |
| برترین هنرمند ترنه‌های رادیویی | هنرمند برتر اجتماعی (رای‌دهی توسط طرفدار) | برترین هنرمند آراندبی |
| - د ویکند - جاستین بیبر - لوئیس کاپالدی - دوآ لیپا - هری استایلز | - بی‌تی‌اس - بلک‌پینک - آریانا گرانده - SB19 - سونتین | - د ویکند - Jhené Aiko - جاستین بیبر - کریس براون - دوجا کت |
| بهترین هنرمند مرد آراندبی | بهترین هنرمند زن آراندبی | برترین هنرمند رپ |
| - د ویکند - جاستین بیبر - کریس براون | - دوجا کت - Jhené Aiko - سزا | - پاپ اسموک - دابیبی - دریک - جوس ورلد - لیل بیبی |
| برترین هنرمند رپ مرد | برترین هنرمند رپ زن | برترین هنرمند کانتری |
| - پاپ اسموک - جوس ورلد - لیل بیبی | - مگان دی استالین - کاردی بی - Saweetie | - Morgan Wallen - Gabby Barrett - کین براون - لوک کومز - کریس استیپلتون |
| برترین هنرمند مرد کانتری | برترین هنرمند زن کانتری | برترین دوتایی/گروه کانتری |
| - Morgan Wallen - لوک کومز - کریس استیپلتون | - Gabby Barrett - مارن موریس - کری آندروود | - Florida Georgia Line - دن + شی - Maddie and Tae |
| برترین هنرمند راک | برترین هنرمند لاتین | برترین هنرمند مرد لاتین |
| - مشین گان کلی - AJR - ای‌سی/دی‌سی - فایو فینگر دث پانچ - توئنی وان پایلتس | - بد بانی - آنوئل ای‌ای - جی بالوین - مالوما - اوسونا | - بد بانی - جی بالوین - اوسونا (خواننده) |
| برترین هنرمند زن لاتین | برترین دوتایی/گروه لاتین | برترین هنرمند دنس/الکتریگ |
| - کارول جی - بکی جی - رزالیا | - Eslabón Armado - Banda MS de Sergio Lizárraga - Los Dos Carnales | - لیدی گاگا - د چینسموکرز - کیگو - مارشملو - سرف مسا |
| برترین هنرمند ژانر مسیحی | برترین هنرمند گاسپیل | برترین آلبوم بیلبورد ۲۰۰ |
| - Elevation Worship - Casting Crowns - For King & Country - کری آندروود - Zach Williams | - کانیه وست - کیرک فرانکلین - Koryn Hawthorne - Tasha Cobbs Leonard - Maverick City Music | - پاپ اسموک – Shoot for the Stars, Aim for the Moon - جوس ورلد – Legends Never Die - لیل بیبی – My Turn - تیلور سوئیفت – فولکلور - د ویکند – آخر شب (آلبوم)                                                                                 |
| برترین آلبوم آراندبی | برترین آلبوم رپ | برترین آلبوم کانتری |
| - د ویکند – آخر شب - Jhené Aiko – Chilombo - کریس براون و یانگ تاگ – Slime & B - دوجا کت – هات پینک - کلانی – It Was Good Until It Wasn't | - پاپ اسموک – Shoot for the Stars, Aim for the Moon - دابیبی –Blame It On Baby - جوس ورلد – Legends Never Die - لیل بیبی – My Turn - لیل اوزی ورت – Eternal Atake | - Morgan Wallen – Dangerous: The Double Album - Gabby Barrett – Goldmine - سم هانت – Southside - کریس استیپلتون – Starting Over - کری آندروود – My Gift                                                                                     |
| برترین آلبوم راک | برترین آلبوم لاتین | برترین آلبوم دنس/الکترونیک |
| - مشین گان کلی – Tickets to My Downfall - ای‌سی/دی‌سی – قدرت گرفتن - مایلی سایرس – قلب‌های پلاستیکی - گلس انیمالز – Dreamland - بروس اسپرینگستین – Letter to You | - بد بانی – YHLQMDLG - آنوئل ای‌ای – Emmanuel - بد بانی – آخرین تور در جهان - بد بانی – Las que no iban a salir - جی بالوین – Colores | - لیدی گاگا – کروماتیکا - دی‌جی اسنیک – Carte Blanche - Gryffin – Gravity - کیگو – Golden Hour - کایلی مینوگ – دیسکو |
| برترین آلبوم مسیحی | برترین آلبوم گاسپیل | برترین ترانه هات ۱۰۰ (ارائه‌شده توسط Rockstar Energy Drink) |
| - کری آندروود – My Gift - Bethel Music – Peace - Elevation Worship – Graves into Gardens - We the Kingdom – Holy Water - Zach Williams – Rescue Story | - Maverick City Music – Maverick City Vol. 3 Part 1 - Koryn Hawthorne – I Am - Tasha Cobbs Leonard – Royalty: Live at the Ryman - Maverick City Music – Maverick City Vol. 3 Part 2 - Kierra Sheard – Kierra | - د ویکند – "پرتوهای کورکننده" - ۲۴کی‌گلدن با حضور Iann Dior) – "Mood" - Gabby Barrett با حضور چارلی پوث – "I Hope" - کریس براون & یانگ تاگ – "Go Crazy" - دابیبی (با حضور رودی ریچ) – «راک استار»                                           |
| برترین ترانه در زمینه استریم | برترین ترانه در زمینه فروش | برترین ترانه رادیو |
| - دابیبی با حضوررودی ریچ – «راک استار» - کاردی بی با حضورمگان دی استالین – «واپ» - فیوچر (رپر) با حضوردریک – «زندگی خوب است» - جک هارلو با حضور دابیبی، توری لانز و لیل وین – "Whats Poppin" - د ویکند – "پرتوهای کورکننده" - Ramage – "Ya Lil (Al Anisa Farah)" | - بی‌تی‌اس – «دینامیت» - Gabby Barrett (با حضور چارلی پوث) – "I Hope" - کاردی بی (با حضور مگان دی استالین) – «واپ» - مگان دی استالین (با حضور بیانسه) – «وحشی» - د ویکند – «پرتوهای کورکننده» | - د ویکند – «پرتوهای کورکننده» - Gabby Barrett (با حضور چارلی پوث) – "I Hope" - کریس براون & یانگ تاگ – "Go Crazy" - دوآ لیپا – «حالا شروع نکن» - هری استایلز – «ستودن تو»                                                                  |
| برترین همکاری (fan-voted) | برترین ترانه آراندبی | برترین ترانه رپ |
| - Gabby Barrett (با حضور چارلی پوث) – "I Hope" - ۲۴کی‌گلدن (با حضور Iann Dior) – "Mood" - کریس براون & یانگ تاگ – "Go Crazy" - دابیبی (با حضور رودی ریچ) – "راک استار (ترانه دابیبی)" - جک هارلو (با حضور دابیبی، توری لانز و لیل وین) – "Whats Poppin"           | - د ویکند – «پرتوهای کورکننده» - Jhené Aiko (با حضور H.E.R. – "B.S.» - جاستین بیبر (با حضور کوآوو) – «مقاصد» - کریس براون & یانگ تاگ – "Go Crazy" - دوجا کت – «بگو خب» - Ramage – "Ya Lil (Al Anisa Farah)" | - دابیبی (با حضور رودی ریچ) – «راک استار» - ۲۴کی‌گلدن (با حضور Iann Dior) – "Mood" - کاردی بی (با حضور مگان دی استالین) – «واپ» - جک هارلو (با حضور دابیبی، توری لانز & لیل وین) – "Whats Poppin" - مگان دی استالین (با حضور بیانسه)– «وحشی» |
| برترین ترانه کانتری | برترین ترانه راک | برترین ترانه لاتین |
| - Gabby Barrett (با حضور چارلی پوث) – "I Hope" - جیسون الدین – "Got What I Got" - Lee Brice – "One of Them Girls" - Morgan Wallen – "Chasin' You" - Morgan Wallen – "More Than My Hometown"                                                                      | - AJR – "Bang!" - All Time Low (با حضور بلک‌بر) – "Monsters" - گلس انیمالز – "Heat Waves" - مشین گان کلی (با حضور بلک‌بر) – "My Ex's Best Friend" - توئنی وان پایلتس – "سطح نگرانی" | - بد بانی & Jhay Cortez – "Dákiti" - بد بانی – "Yo Perreo Sola" - بلک آید پیز و جی بالوین – "Ritmo (Bad Boys for Life)" - مالوما و د ویکند – "Hawái" - Ozuna, کارول جی & Myke Towers – "Caramelo"                                           |
| برترین ترانه دنس/الکترونیک | برترین ترانه مسیحی | برترین ترانه گاسپیل |
| - Saint Jhn – "Roses" - لیدی گاگا – «عشق احمقانه» - لیدی گاگا و آریانا گرانده – "بر من ببار" - سرف مسا (با حضور Emilee) – "آی‌ال‌وای" - Topic & A7S – "Breaking Me"                                                                                                | - Elevation Worship (با حضور Brandon Lake) – "Graves into Gardens" - For King & Country, کیرک فرانکلین & توری کلی – "Together" - Kari Jobe, Cody Carnes , & Elevation Worship – "The Blessing (Live)" - Tauren Wells ft. Jenn Johnson – "Famous For (I Believe)" - Zach Williams & دالی پارتن – "There Was Jesus" | - کانیه وست (با حضور تراویس اسکات) – "Wash Us in the Blood" - Koryn Hawthorne – "Speak to Me" - Jonathan McReynolds & Mali Music – "Movin' On" - Marvin Sapp – "Thank You for It All" - Tye Tribbett – "We Gon' Be Alright"                 |
| جایزه آیکن | جایزه راه‌گشا | جایزه هنرمند دهه |
| - پینک | - Trae tha Truth | - دریک |